# 김영오
김영오(金榮五, 1976년 ~ )는 대한민국의 만화가이다.

## 주요작품
- 1996년 핫윈드 MISS & Mr 연재
- 1996년 대원씨아이 신인만화공모전 성인부분 수상
- 학산문화사 "발작" 연재
- 학산 문화사 "폭주배달부 반야" 연재
- 학산 문화사 "귀"
- 일본 미디어 팩토리 "강철 삼국지 "연재
- 서울 비주얼웍스 "주홍나비" 단행본 발간
- 학산 문화사 코믹콘서트 "패" 연재
- 학산 문화사 코믹콘서트 "귀담"연재
- 일요신문사 "데드블러드 731"연재